# Voleibol de playa en los Juegos Suramericanos de 2014: Torneo Femenino
El torneo de voleibol de playa femenino en Santiago 2014 se disputó entre los días 12 y 15 de marzo de 2014. Participaron 16 duplas de 11 países asociados a la ODESUR.

## Equipos participantes
| Nacionalidad | Dupla                                   |
| ------------ | --------------------------------------- |
| Argentina 1  | Ana María Gallay e Georgina Klug        |
| Argentina 2  | Julieta Puntin y María Virginia Zonta   |
| Bolivia      | Daniela Arnez y Amalia Calvo            |
| Brasil 1     | Talita Antunes y Taiana de Sousa        |
| Brasil 2     | Liliane Maestrini y Eduarda Santos      |
| Chile 1      | Camila Pazdirek y María Francisca Rivas |
| Chile 2      | Pilar Mardones y María Josefina Vélez   |
| Colombia 1   | Andrea Galindo y Claudia Galindo        |
| Colombia 2   | Cindy García y Erica Grisales           |
| Ecuador      | Valeria Batioja y Ariana Vilela         |
| Paraguay 1   | Gabriela Filippo y Karina Morel         |
| Paraguay 2   | Erika Mongeloz y Michelle Valiente      |
| Perú         | Sally del Castillo y Gianella Serna     |
| Surinam      | Cheryl Brunings y Sandrina Hunsel       |
| Uruguay      | Fabiana Gómez y Lucía Guigou            |
| Venezuela    | Norisbeth Agudo y Gabriela Brito        |

## Desarrollo

### Grupo A

#### Partidos
| 12-3-14 09:00 | 2 | Bolivia – Uruguay    | 0 - 2 | 6-21  | 12-21 |      |
| 12-3-14 10:00 | 2 | Chile 1 – Paraguay 2 | 2 - 1 | 21-15 | 19-21 | 15-6 |
| 12-3-14 17:00 | 1 | Bolivia – Paraguay 2 | 0 - 2 | 14-21 | 18-21 |      |
| 12-3-14 18:00 | 1 | Chile 1 – Uruguay    | 0 - 2 | 13-21 | 9-21  |      |
| 13-3-14 17:00 | 2 | Uruguay – Paraguay 2 | 2 - 0 | 21-14 | 21-18 |      |
| 13-3-14 18:00 | 2 | Chile 1 – Bolivia    | 2 - 0 | 21-11 | 21-7  |      |

#### Clasificación Grupo A
| Pos | Equipo     | PTS | PJ | PG | PP |
| --- | ---------- | --- | -- | -- | -- |
| 1   | Uruguay    | 6   | 3  | 3  | 0  |
| 2   | Chile 1    | 5   | 3  | 2  | 1  |
| 3   | Paraguay 2 | 4   | 3  | 1  | 2  |
| 4   | Bolivia    | 3   | 3  | 0  | 3  |

### Grupo B

#### Partidos
| 12-3-14 11:00 | 2 | Brasil 1 – Colombia 2  | 2 - 0 | 21-6  | 21-6  |  |
| 12-3-14 12:00 | 2 | Venezuela – Perú       | 2 - 0 | 21-18 | 21-10 |  |
| 13-3-14 09:00 | 1 | Brasil 1 – Perú        | 2 - 0 | 21-1  | 21-3  |  |
| 13-3-14 10:00 | 1 | Venezuela – Colombia 2 | 2 - 0 | 21-19 | 21-14 |  |
| 13-3-14 15:00 | 2 | Brasil 1 – Venezuela   | 2 - 0 | 21-8  | 21-8  |  |
| 13-3-14 16:00 | 2 | Perú – Colombia 2      | 0 - 2 | 13-21 | 17-21 |  |

#### Clasificación Grupo B
| Pos | Equipo     | PTS | PJ | PG | PP |
| --- | ---------- | --- | -- | -- | -- |
| 1   | Brasil 1   | 6   | 3  | 3  | 0  |
| 2   | Venezuela  | 5   | 3  | 2  | 1  |
| 3   | Colombia 2 | 4   | 3  | 1  | 2  |
| 4   | Perú       | 3   | 3  | 0  | 3  |

### Grupo C

#### Partidos
| 12-3-14 13:00 | 2 | Argentina 1 – Argentina 2 | 2 - 0 | 21-12 | 21-15 |       |
| 12-3-14 14:00 | 1 | Paraguay 1 – Ecuador      | 0 - 2 | 17-21 | 16-21 |       |
| 13-3-14 11:00 | 1 | Argentina 1 – Ecuador     | 2 - 0 | 21-6  | 21-13 |       |
| 13-3-14 12:00 | 1 | Paraguay 1 – Argentina 2  | 2 - 1 | 19-21 | 21-18 | 18-16 |
| 14-3-14 10:00 | 1 | Argentina 1 – Paraguay 1  | 2 - 0 | 21-15 | 21-10 |       |
| 14-3-14 11:00 | 1 | Ecuador – Argentina 2     | 0 - 2 | 0-21  | 0-21  |       |

#### Clasificación Grupo C
| Pos | Equipo      | PTS | PJ | PG | PP |
| --- | ----------- | --- | -- | -- | -- |
| 1   | Argentina 1 | 6   | 3  | 3  | 0  |
| 2   | Paraguay 1  | 5   | 3  | 2  | 1  |
| 3   | Argentina 2 | 4   | 3  | 1  | 2  |
| 4   | Ecuador     | 3   | 3  | 0  | 3  |

### Grupo D

#### Partidos
| 12-3-14 15:00 | 1 | Chile 2 – Brasil 2    | 0 - 2 | 9-21  | 8-21  |  |
| 12-3-14 16:00 | 1 | Colombia 1 – Surinam  | 2 - 0 | 21-6  | 21-8  |  |
| 13-3-14 13:00 | 1 | Chile 2 – Surinam     | 2 - 0 | 21-8  | 21-9  |  |
| 13-3-14 14:00 | 2 | Colombia 1 – Brasil 2 | 0 - 2 | 14-21 | 14-21 |  |
| 14-3-14 12:00 | 2 | Surinam – Brasil 2    | 0 - 2 | 10-21 | 4-21  |  |
| 14-3-14 13:00 | 2 | Chile 2 – Colombia 1  | 0 - 2 | 19-21 | 15-21 |  |

#### Clasificación Grupo D
| Pos | Equipo     | PTS | PJ | PG | PP |
| --- | ---------- | --- | -- | -- | -- |
| 1   | Brasil 2   | 6   | 3  | 3  | 0  |
| 2   | Colombia 1 | 5   | 3  | 2  | 1  |
| 3   | Chile 2    | 4   | 3  | 1  | 2  |
| 4   | Surinam    | 3   | 3  | 0  | 3  |

### Cuartos de final
| 14-3-14 15:00 | 1 | Brasil 1 – Paraguay 1   | 2 - 0 | 21-6  | 21-10 |  |
| 14-3-14 16:00 | 1 | Venezuela – Argentina 1 | 0 - 2 | 12-21 | 15-21 |  |
| 14-3-14 17:00 | 2 | Chile 1 – Brasil 2      | 0 - 2 | 8-21  | 8-21  |  |
| 14-3-14 18:00 | 2 | Uruguay – Colombia 1    | 0 - 2 | 17-21 | 18-21 |  |

### Semifinales
| 15-3-14 12:00 | 1 | Argentina 1 – Colombia 1 | 2 - 1 | 19-21 | 21-23 | 15-7  |
| 15-3-14 13:00 | 1 | Brasil 1 – Brasil 2      | 2 - 1 | 18-21 | 21-17 | 15-10 |

### Partido por el Bronce
| 15-3-14 16:00 | 1 | Colombia 1 – Brasil 2 | 1 - 2 | 16-21 | 21-18 | 8-15 |

### Final
| 15-3-14 17:00 | 1 | Argentina 1 - Brasil 1 | 0 - 2 | 14-21 | 15-21 |  |

## Medallero
| Evento            | Oro      | Plata       | Bronce   |
| ----------------- | -------- | ----------- | -------- |
| Voleibol femenino | Brasil 1 | Argentina 1 | Brasil 2 |